# Meurtres à Albi
Pour plus de détails, voir Fiche technique et Distribution.
Meurtres à Albi est un téléfilm franco-belge de la collection Meurtres à....  Ce téléfilm a été diffusé pour la première fois en Suisse le 19 juin 2020 sur RTS Un, en Belgique le 3 novembre 2020 sur La Une et en France le 23 janvier 2021 sur France 3.
Cette fiction est une coproduction de Delante Productions, France Télévisions, AT-Production et la RTBF (télévision belge), avec le soutien de la Région Occitanie.

## Synopsis
De retour à Albi, Annabelle Dalmasio doit faire équipe avec Marc Lemaire qui pensait recevoir à sa place la promotion de commissaire. Ils enquêtent sur le meurtre d'un fermier sur le corps duquel ont été gravés les mots « libro vitae » (au livre de vie en latin). Leurs recherches ainsi qu'un autre meurtre les mènent sur la piste d'un ancien adopté, et du centre d'adoption qui a placé des enfants contre leur intérêt.

## Fiche technique
- Réalisation : Delphine Lemoine
- Scénario et dialogue : Delphine Chouraqui et Fabien Adda
- Sociétés de production : Delante Productions, France Télévisions, AT-Production et la RTBF
- Productrice : Caroline Adrian
- Directrice de production : Sylvie Duluc
- Première assistante réalisatrice : Carole Amen
- Photographie : Bruno Privat
- Musique : Alexandre Lessertisseur
- Son : Dominique Lacour
- Chef décorateur : Laurent Tesseyre
- Montage : Linda Bechat-Naud
- Cheffe costumière : Sophie Puig
- Pays d'origine :  France /  Belgique
- Langue originale : français
- Genre : policier
- Durée : 92 minutes
- Date de première diffusion :
  -  Suisse : 19 juin 2020 sur RTS Un
  -  Belgique : 3 novembre 2020 sur La Une
  -  France : 23 janvier 2021 sur France 3

## Distribution

### Police
- Léonie Simaga : Annabelle Dalmasio
- Bruno Debrandt : Marc Lemaire
- Amélie Robin : Gloria Cazals
- Daniel Njo Lobé : Gilles Carasco

### Famille d'Annabelle Dalmasio
- Hélène Vincent : Suzanne Dalmasio, sa mère
- Alain Doutey : Michel Dalmasio, son père
- Angie Morvan-Dedieu : Pauline Dalmasio, sa fille

### Famille de Marc Lemaire
- Vanessa Liautey : Julie Lemaire, son épouse
- Simon Hormière-Marquié : Enzo Lemaire, son fils
- Catherine Allégret : Mylène Bouvier, sa mère

### Autres personnages
- Frédérique Kamatari : Léopoldine Morel
- Anne Violet : Katia Pélissier
- Léopold Pelagie : Anis Raborio
- Tella Kpomahou : L'infirmière

## Audience
- Audience :  France : 6,25 millions de téléspectateurs (première diffusion) (26,2 % de part d'audience)[1],[2].

- Audience :  France : 4,41 millions de téléspectateurs (rediffusion 22 octobre 2022) (22,8% de part d'audience)[1]

## Tournage
Le tournage utilise comme décors les ruelles de la cité épiscopale d'Albi. Le village de Penne est également utilisé.

## Accueil critique
Selon la critique de Ouest-France « Ce nouveau Meurtres à... est bien ficelé, avec un rebondissement dans les dernières minutes. L’occasion d’apprécier aussi les paysages du Tarn, à commencer par la Cathédrale Sainte-Cécile, inscrite au patrimoine mondial de l’Unesco ».